# Anders Hejlsberg

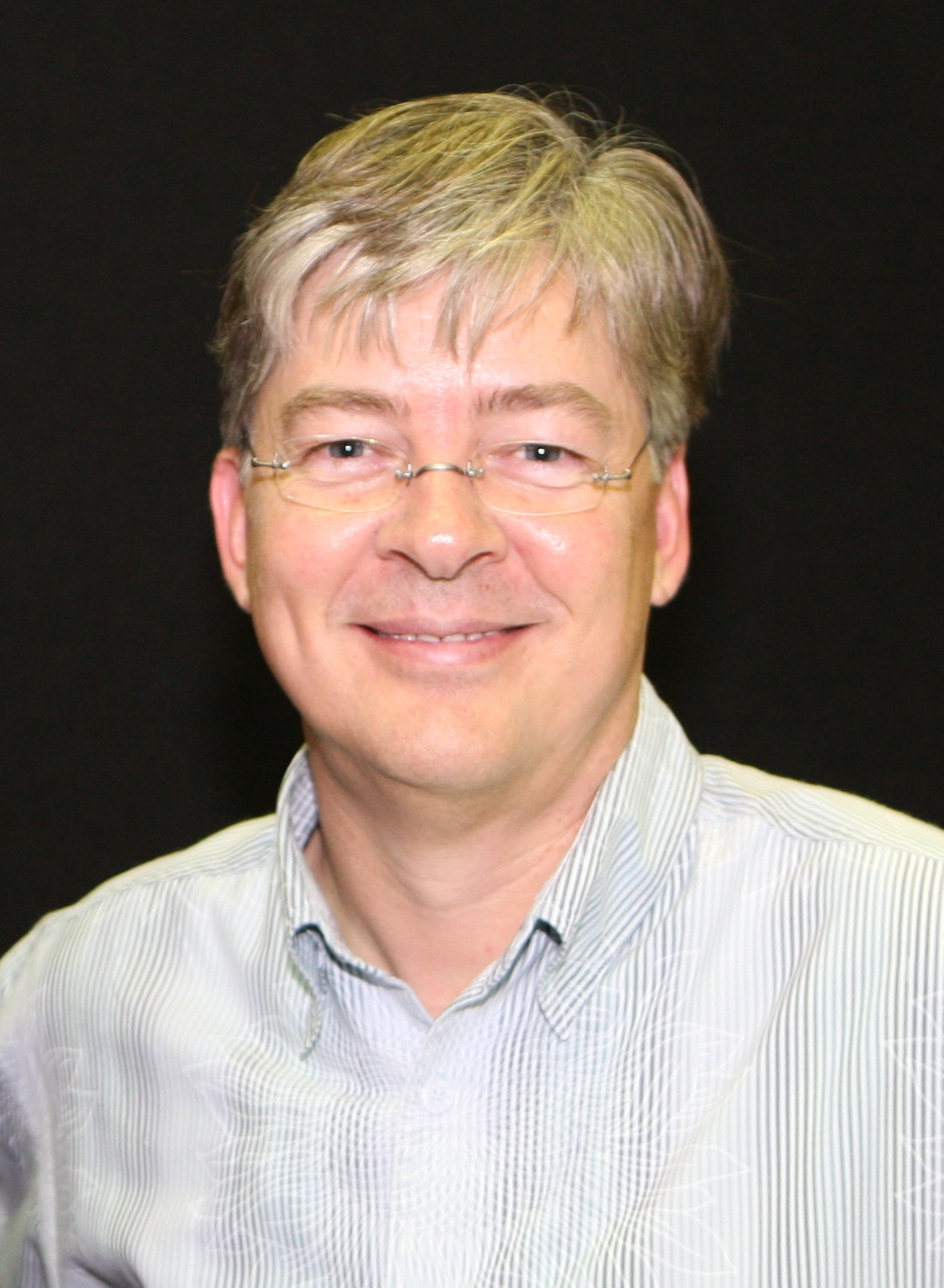
Anders Hejlsberg (2008)

Anders Hejlsberg (* 2. Dezember 1960 in Kopenhagen) ist ein dänischer Programmierer und einer der maßgeblichen Software-Architekten im DOS/Windows-Bereich. Seit 1996 arbeitet er für das US-amerikanische Softwareunternehmen Microsoft.
Zwischen 1980 und 1982 entwickelte Hejlsberg ein Pascal-Programmiersystem, das Editor, Compiler und Debugger in einem Programm vereinigte. Zunächst vermarktete er dieses Pascal durch sein eigenes Unternehmen. 1983 wurde es von der Firma Borland lizenziert, die das Programm als Turbo Pascal auf den Markt brachte.
Das Entwicklungssystem setzte Maßstäbe, machte Pascal vom akademischen Außenseiter zu einer der drei wichtigsten Anwendungsprogrammiersprachen (neben C und BASIC) und verhalf Borland zum Aufstieg in die Position des wichtigsten Entwicklungssoftware-Herstellers neben Microsoft.
Hejlsberg wurde Chefentwickler von Borland und zeichnete dafür verantwortlich, dass Turbo Pascal auf der Höhe der Zeit blieb. Zum Beispiel wurden 1990 Paradigmen der objektorientierten Programmierung in Turbo Pascal 5.5 integriert. Als 1991 Microsoft Windows seinen Siegeszug antrat und Microsoft mit Visual Basic die komponentenbasierte „Point-and-Click“-Programmierung von GUIs verbreitete, erkannte Hejlsberg, dass die herkömmliche Software-Entwicklung nur mittels Code und Tastatur unter Windows nicht mehr effizient war, und er übernahm die Federführung bei der Weiterentwicklung von Turbo Pascal zu Delphi.
1996 wechselte Hejlsberg zu Microsoft und wurde dort der Chef der Software-Architektur. Unter seiner Regie wurde das Applikations-Basic der Officeanwendungen zu VBA konsolidiert. Er ist einer der Miterfinder des .Net-Framework-Systems und der Chefentwickler der Programmiersprachen C# und TypeScript.